# Cerataphis brasiliensis
Cerataphis brasiliensis är en insektsart. Cerataphis brasiliensis ingår i släktet Cerataphis och familjen långrörsbladlöss. Inga underarter finns listade i Catalogue of Life.